# Mineros
Mineros – miasto w Boliwii, położone w środkowej części departamentu Santa Cruz.

## Demografia
.